# Heinrich Christoph Koch
Heinrich Christoph Koch (* 10. Oktober 1749 in Rudolstadt; † 19. März 1816 ebenda) war ein deutscher Musiktheoretiker und -lexikograph sowie Kammermusiker und Komponist. Sein Musiklexikon fand weite Verbreitung in Deutschland und Dänemark; heute bedient man sich seiner Form- bzw. Syntaxtheorie zur Analyse von Musik des 18. und 19. Jahrhunderts.

## Herkunft
Seine Eltern waren der fürstliche Kammerdiener und -musiker Johann Nikolaus Koch und dessen Ehefrau Marie Catharina Baumgarten (* 1728).

## Leben
Koch wirkte in seiner Jugend als Geiger in der Rudolstädter Hofkapelle, seit 1772 als Kammermusikus. Er bekam Geigen- und Kompositionsunterricht von Christian Gotthelf Scheinpflug und studierte vorübergehend in Weimar, Dresden, Berlin und Hamburg. Danach verbrachte er den Rest seines Lebens in Rudolstadt. 1792 wurde er dort zum Kapellmeister an der fürstlichen Hofkapelle ernannt, kehrte aber nach einem Jahr freiwillig zur ersten Geige zurück. Danach war er weiterhin als Komponist und Musikschriftsteller aktiv. 1818 wurde er von der schwedischen Musikakademie, die über seinen Tod nicht informiert war, zum Mitglied gewählt. Sein Musiklexikon (1802) war das einflussreichste nach dem von Johann Gottfried Walther (1732) und vor den Enzyklopädien von Schilling (1835–38) und Mendel/Reissmann (1870–83); es fasst den Wissensbestand des Barock und der Frühklassik zusammen. Sein „Versuch einer Anleitung zur Komposition“ behandelt erstmals ausführlich und systematisch Harmonie-, Melodie- und Satzbau und ist damit der bedeutendste Vorläufer der (allerdings abweichenden) diesbezüglichen Theorien Hugo Riemanns.

## Familie
Koch heiratete im Jahr 1778 Euphrosyne Henriette Cordula Sommer. Das Paar hatte eine Tochter und drei Söhne, darunter:
- Johann Benjamin (1779–1864), Instrumentist in der fürstlichen Hofkapelle

## Werke

### Schriften
- Versuch einer Anleitung zur Composition, 3 Bände. Rudolstadt und Leipzig 1782, 1787, 1793, bey Adam Friedrich Böhme. Reprint Olms, Hildesheim, 1969; Studienausgabe in einem Band, hrsg. von Jo Wilhelm Siebert. Siebert, Hannover, 2007. Neusatz und Faksimile digital in: Musiktheoretische Quellen 1750–1800, hrsg. von Ulrich Kaiser. Directmedia, Berlin, 2007, ISBN 978-3-89853-615-8.
  - Bd. 1, 1782, Von der Art und Weise wie Töne an und für sich betrachtet harmonisch verbunden werden und Vom Contrapuncte.
  - Bd. 2, 1787, Von der Art wie die Melodie in Rücksicht der mechanischen Regeln verbunden wird.
  - Bd. 3, 1793, Fortsetzung Von den mechanischen Regeln der Melodie: Von der Verbindung der melodischen Theile, oder von dem Baue der Perioden.
- (Hrsg.) Journal der Tonkunst.[2] Erfurt 1795.
- Musikalisches Lexikon, welches die theoretische und praktische Tonkunst, encyclopädisch bearbeitet, alle alten und neuen Kunstwörter erklärt, und die alten und neuen Instrumente beschrieben, enthält. Frankfurt 1802 pdf, 46Mb (Online-Version)
- Kurzgefasstes Handwörterbuch der Musik für praktische Tonkünstler und für Dilettanten. Leipzig 1807.
- Über den technischen Ausdruck: Tempo rubato. In: Allgemeine musikalische Zeitung 10, 1808, Sp. 513–519.
- Handbuch bey dem Studium der Harmonie. Leipzig 1811.
- Versuch, aus der harten und weichen Tonart jeder Tonstufe der diatonisch-chromatischen Leiter vermittels des enharmonischen Tonwechsels in die Dur- und Molltonart der übrigen Stufen auszuweichen. Rudolstadt 1812.

### Kompositionen
Abgesehen von den Notenbeispielen in seinen theoretischen Werken sind Kochs kompositorische Werke verschollen, darunter Kantaten, ein Singspiel Die Stimme der Freude in Hygeens Haine (1790), Instrumental- und geistliche Musik. Im Bestand der Hofkapelle (im Landesarchiv Thüringen - Staatsarchiv Rudolstadt) finden sich sieben Sinfonien von „Koch“. Diese werden zwar nicht in zeitgenössischen Werklisten aufgeführt, jedoch verwendet Koch die Exposition des 1. Satzes einer dieser Sinfonien ohne Autorangabe als Notenbeispiel (Versuch, dritter und letzter Theil, S. 386ff.), was als Hinweis auf seine Autorschaft gelten kann.